# Leon P. Alford
Leon P. Alford, né le 3 janvier 1877 à Simsbury dans le Connecticut et mort le 2 février 1942, est un théoricien des organisations américain. Il est connu pour ses travaux sur le management industriel.

## Biographie
Né dans la ville de Simsbury, il étudie au lycée de Plainville où il ressort diplômé, puis à l'Institut polytechnique de Worcester en 1896 où il reçoit son master en ingénierie en 1905 après avoir occupé diverses fonctions dans l'industrie.
Alford commence sa carrière en 1896 en tant que contremaître dans un magasin à Boston, avant de devenir en 1899 superintendant d'une importante compagnie de chaussures, la United Shoe Machinery Company, créé en 1899 par la fusion de trois autres compagnies, où il devient par la suite l'ingénieur mécanique de l'entreprise, et conçoit de nouvelles constructions.
Il est aussi journaliste à partir de 1907 pour un magazine d'ingénierie. Il est notamment l'éditeur, puis l'éditeur en chef du magazine American Machinist. Il se lance ensuite dès 1917 dans l'édition d'ouvrages sur le management industriel comme le Manufacturing Industrial Management de 1923 à 1928 ou bien le Factory and industrial management. Il est aussi vice-présent de la Ronald Press Company.
Il est aussi co-auteur de rapports comme le Recent Economic Changes, un rapport portant sur la situation économique américaine, publié en 1929. Il rejoint notamment la Commission fédérale des communications en tant qu'assistant ingénieur de 1935 à 1937, et la faculté de l'université de New York en 1937, pour occuper notamment les fonctions de président du département de l'ingénierie administrative. Il reçoit un prix en 1964 par l'université de New York, car il est le plus âgé du département de l'industrie et de l'ingénierie et du département des opérations de recherches, et est jugé le plus méritant par un comité de la faculté.

## Travaux

### Management systémique et management scientifique
Il s'intéresse au management systémique, un management qu'il défend et qu'il encourage. En outre, il s'oppose à certaines points de vue de la théorie de Frederick Winslow Taylor, auteur de la théorie sur le management scientifique. Selon lui, certaines sources du succès de sa théorie ne sont pas due à ces caractéristiques mais à la personnalité des dirigeants de certaines sociétés.
Pour lui, le management scientifique proposé par Taylor est fixe et rigide, il défend des idées plus libérales.

### Management industriel
De son côté, Alford travaille et rédige plusieurs ouvrages sur l'industrie et son management, et travaille sur une approche réformiste du travail, s'opposant aux idées de la théorie de Taylor, il préfère mettre en avant l'ergonomie.

## Publications
- L.P. Alford et H.Russell Beatty, Principles of industrial management, États-Unis, Ronald Press, 1er décembre 1951, 779 p. (ISBN 0826002900)

## Distinctions
- Médaille Henry-Laurence-Gantt, 1931